# 合艾协议
《合艾和平协议》，英语名称为Peace Agreement of Hat Yai，是马来亚共产党同马来西亚政府与泰王国政府签署的一项条约，该和平协议签署于1989年12月2日。也象征着马来亚共产党结束了长达41年的武装斗争。

## 签署结果
来源：
- 马来亚共产党停止活动，并且解散共产党组织。
- 马来亚人民解放军放下武器，走出森林并且解散武装部队。
- 隶属于马共的地下广播设施——马来亚民主之声广播电台于1990年元日停播，之后并销毁所有军械。
- 原人民解放军残余部队与共产党员于泰国南部地区的和平村或返回马来亚定居。

马来西亚首相马哈迪·莫哈末说，虽然政府和马共签署和平协定，但这项协议并没有改变马共的地位，在法律上马共还是非法及被禁止的组织。

## 1990年和平协议（砂拉越）
该协议签署的隔年（1990年10月17日），北加里曼丹共产党与砂拉越政府签署了《和平协议》。